# O Cavaleiro, a Morte e o Diabo (Dürer)
O Cavaleiro, a Morte e o Diabo (em alemão:  Ritter, Tod und Teufel), originalmente intitulado Cavaleiro (Reiter), é uma calcogravura datada de 1513 do mestre alemão Albrecht Dürer e cuja melhor cópia existente se encontra no Metropolitan Museum of Art, em Nova Iorque.
É uma das três Meisterstiche (gravuras principais), juntamente com  São Jerónimo no estúdio e Melancolia I, estas de 1514, concluídas num período em que Dürer quase deixou de trabalhar em pintura ou xilogravura para se concentrar em calcogravuras. A gravura está impregnada de iconografia e simbologia complexas cujo significado preciso vem sendo discutido há séculos.
Ainda que não apresente simbologia cristã explicitamente, a gravura parece invocar o Salmo 23 da Bíblia (Salmos 23:4): "Ainda que eu ande pelo vale da sombra da morte, Não recearei mal algum, porque tu és comigo: O teu cajado e o teu bordão, eles me confortam.
Um cavaleiro de armadura montado num garboso cavalo avança acompanhado por um cão no fundo de um  desfiladeiro sendo ladeado por um demónio com cabeça de bode e pela figura da morte que monta um cavalo cansado. O corpo apodrecido da morte segura uma ampulheta para lembrar ao cavaleiro a finitude da vida. O cavaleiro avança ignorando ou desviando o olhar das criaturas que espreitam em volta dele, parecendo desdenhar das ameaças, o que é tido com frequência como um símbolo de coragem.
A gravura foi mencionada por Giorgio Vasari como uma das "várias folhas de tal excelência que nada mais fino pode ser alcançado". Foi amplamente copiado e teve uma grande influência sobre escritores alemães posteriores. O filósofo Friedrich Nietzsche referiu-se à gravura na sua obra sobre a teoria dramática O Nascimento da Tragédia (1872) para exemplificar o pessimismo.

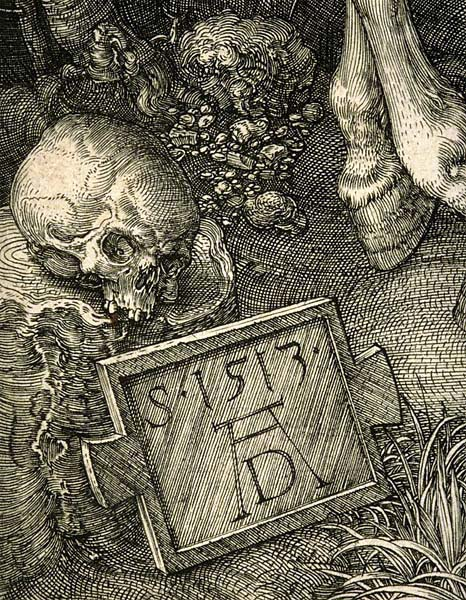
Detalhe

## Descrição
Tal como acontece nas outras duas Meisterstiche, sendo as três idênticas em tamanho, esta gravura contém um crânio, um cão e uma ampulheta. A gravura deve muito ao estilo gótico. Muitas das formas entrecruzam-se. O contorno do cavalo é construído a partir de uma série de curvas interligadas, enquanto o queixo do cavaleiro é entrelaçado com a linha do capacete. Estas duas figuras centrais estão rodeadas por uma massa emaranhada de ramos, arreios e cabelos que, segundo o historiador de arte Raymond Stites, contrastam com a figura relativamente sólida do cavaleiro e do seu cavalo para os definir como uma "ideia tangível num mundo de formas mutáveis". O homem é apresentado a olhar fixamente em frente, não permitindo que a sua linha de visão seja cortada ou desviada pelos demónios à volta dele.
De acordo com Elizabeth Lunday, a "figura esquelética da morte surge fantasmagoricamente pálida contra a negrura de um penhasco sombrio, enquanto o diabo, uma criatura parecida com um bode de múltiplos chifres, espreita por baixo das raízes entrelaçadas de árvores". A morte é representada com o seu cavalo no lado esquerdo sem nariz ou lábios em tons mais claros do que as outras figuras. Um crânio está em primeiro plano, em frente do trilho do Cavaleiro, enquanto um cão corre entre os dois cavalos.
A armadura do cavaleiro, o cavalo que se sobrepõe em imponência às figuras bestiais, as folhas de carvalho e a fortaleza no topo da montanha simbolizam a resiliência da fé, enquanto que as ameaças sobre o cavaleiro podem representar a jornada terrena dos cristãos rumo ao Reino dos céus.
A Morte, o Diabo e a paisagem são representados sombriamente em estilo nórdico. As personagens circundantes ameaçam o Cavaleiro, que parece protegido literal e figurativamente pela Armadura de Deus/ armadura da fé. Alguns historiadores de arte associam a gravura à publicação de Enchiridion militis Christiani (Manual de um Cavaleiro Cristão) do humanista e teólogo holandês Erasmo de Roterdão.
O cavalo está habilmente reproduzido em formas geométricas que evocam Leonardo da Vinci e reflectem o interesse renascentista nas ciências naturais e anatomia.
A gravura está datada e assinada pelo artista na placa da parte inferior esquerda onde se vê 1513 e o monograma de Dürer.

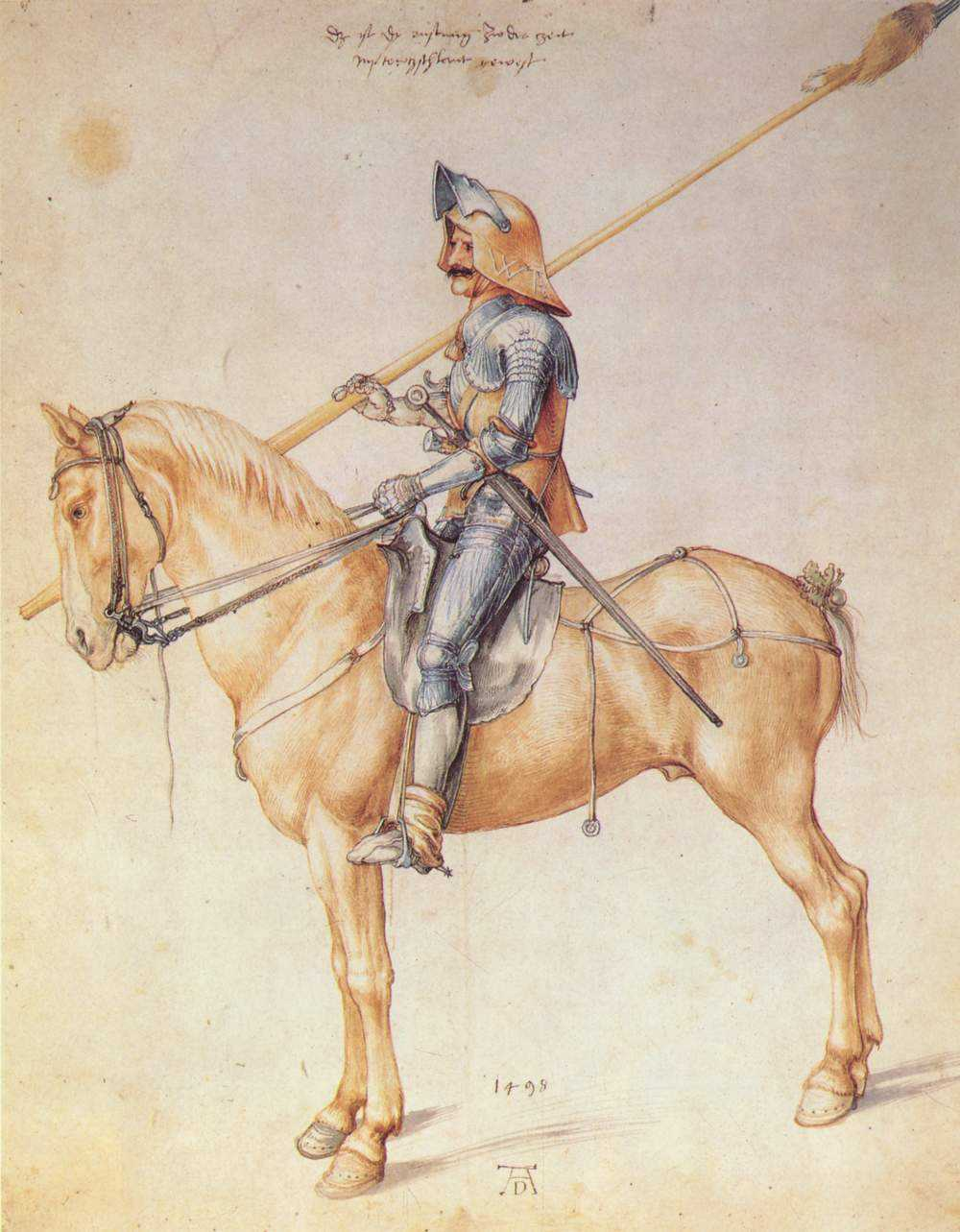
Estudo de cavaleiro (1498), de Albrecht Dürer

## Interpretação
A gravura foi criada quando Dürer estava ao serviço do imperador Maximiliano I, mas não foi resultante de uma encomenda e não contém uma mensagem abertamente política. Ao invés, regressa a um ideal medieval de moralidade e está repleto do imaginário gótico.
A gravura tem semelhanças no temperamento e tom com Melancolia I, uma das outras grandes gravuras de Dürer. O cavaleiro parece resignado e os seus traços fisionómicos são de abatimento. A sua postura sombria está em contraste com o aspecto robusto do seu cavalo. Enquanto a armadura parece protegê-lo contra os demónios que o circundam, o crânio assente num cepo em frente do cavalo e a queda da areia na ampulheta segura pela morte diante do cavaleiro são ameaças inultrapassáveis. De acordo com a escritora Dorothy Getlein, "há uma sensação de obsolescência sobre o cavaleiro que é acompanhado pela Morte e pelo Diabo". Holland Cotter, crítico de arte no The New York Times, assinalou que esta gravura foi criada pouco depois de a mãe querida de Dürer ter morrido com muito sofrimento.
O historiador de arte austríaco Moritz Thausing sugeriu que Dürer havia criado O Cavaleiro, a Morte e o Diabo como parte de um projetado ciclo de quatro obras para ilustrar cada um dos quatro temperamentos. De acordo com Thausing, esta gravura pretendia representar o temperamento sanguíneo e daí o "S" gravado junto à data.
Em geral considera-se que a imagem é uma celebração literal, embora cortante, da fé cristã do cavaleiro, e também dos ideais do humanismo. Uma interpretação alternativa foi apresentada em 1970 pelo escritor Sten Karling, que sugeriu que a obra não pretendia glorificar o cavaleiro, mas em vez disso representar um "barão ladrão". Karling aponta para a falta de simbolismo cristão ou religioso na gravura e para a cauda da raposa envolta do topo da lança do cavaleiro. De acordo com a lenda grega, a cauda da raposa era um símbolo de ganância, astúcia e traição, bem como luxúria e prostituição.
Também a artista norte-americana Ursula Meyer considera que o cavaleiro da gravura não é um cavaleiro cristão, mas um "cavaleiro saqueador" ("raubritter"). Ela insiste que a iconografia da cauda de raposa simboliza a ganância do cavaleiro, e que a Morte e o Diabo são apenas os companheiros de jornada do cavaleiro e não presságios do que pode vir a acontecer.

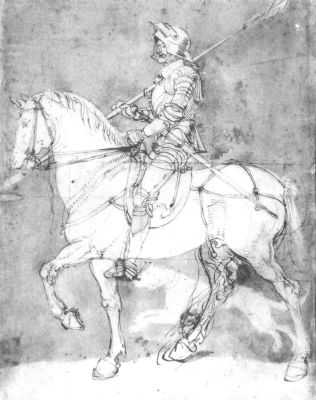
Cavaleiro a cavalo, um estudo de c. 1512–13, na Pinacoteca Ambrosiana de Milão

No entanto, os cavaleiros eram vulgarmente representados na arte contemporânea de Dürer com uma cauda de raposa amarrada à ponta da lança, sendo a cauda de raposa um amuleto de proteção vulgar.

## Influência
Em 1870, Friedrich Nietzsche deu uma impressão da gravura a Richard Wagner. A gravura significava para Nietzsche uma representação de um "futuro corajoso" e, como tal, presenteou também com uma cópia a sua irmã Elisabeth Förster-Nietzsche na véspera da emigração dela para Paraguai.
Após a Primeira Guerra Mundial, os escritores Thomas Mann e Ernst Bertram descreveram a gravura como muito próxima do que Nietzsche ensinava sobre o destino da Alemanha, a corporização de ideais da Renascença e dos ensinamentos de Martinho Lutero e, como descrito por Gary Shapiro, eles reconheciam que a gravura era "invocada a fim de intensificar o sentido de determinação resoluta na ausência de qualquer esperança".
Dürer foi idealisticamente invocado a partir da década de 1920 pelos ideólogos do partido nazista como "o mais alemão dos artistas alemães". Num comício nazi, em 1927, o filósofo e mais tarde condenado como criminoso de guerra Alfred Rosenberg comparou os Stosstruppen reunidos ao cavaleiro de O Cavaleiro, a Morte e o Diabo, exclamando que "em tudo o que fizerem lembrem-se que para os Nacional-Socialistas apenas conta uma coisa: gritar ao mundo; e mesmo que o mundo esteja cheio de demónios, devemos vencer de qualquer maneira!"
O escritor e poeta argentino Jorge Luis Borges escreveu dois poemas baseados na gravura intitulados Ritter, Tod, und Teufel (I) e Ritter, Tod und Teufel (II). No primeiro ele elogia a coragem do cavaleiro, escrevendo: "Sendo/ valente, Teutão, tu certamente serás/ digno do Diabo e da Morte". No segundo, ele compara o seu próprio estado ao cavaleiro, escrevendo: "É a mim, e não ao Cavaleiro, a quem o velho homem de cara pálida, cabeça coroada de serpentes contorcendo-se, exorta."
A maioria das salas de impressão com uma colecção significativa de gravuras tem uma cópia de O Cavaleiro, a Morte e o Diabo, havendo muitas impressões, com frequência gastas, em colecções particulares.